# Georg Feil
Georg Feil (* 21. April 1943 in Dorsten) ist ein deutscher Filmproduzent und Autor.

## Leben
Georg Feil promovierte nach seinem Studium der Germanistik, Geschichte, der Politischen Wissenschaften und der Kommunikationswissenschaft (in Münster, Paris und München) 1972 über „Zeitgeschichte im deutschen Fernsehen“. Er arbeitete in der Kommunikationsforschung und war Lehrbeauftragter an der Universität München und der Hochschule für Fernsehen und Film München.
Ab 1966 war Georg Feil Autor (u. a. für den Tatort) und Produzent  bei der Bavaria Film, leitete die Serienproduktion und war deren Programmchef. 1994 gründete er die Tochtergesellschaft Colonia Media in Köln, die er vor dem Hintergrund der Ereignisse um die Colonia Media während der Schleichwerbeaffäre der ARD 2006 verließ. Georg Feil arbeitet als freier Produzent und unterrichtet an der Hochschule für Fernsehen und Film München. Neben seinen Aufgaben in Verbänden und wissenschaftlichen Organisationen wie der Verwertungsgesellschaft der Film- und Fernsehproduzenten VFF und dem Beirat des Institut für Medien- und Kommunikationspolitik fungiert er als Mitherausgeber der Schriftenreihe „Medienrecht, Medienproduktion, Medienökonomie“ und schreibt Romane, Erzählungen und Sachbücher. Feil ist Mitglied der Deutschen Filmakademie und Projektleiter des VFF Business Angel Stipendium. Er lebt in der Nähe von München.

## Leistungen
Zu den erfolgreichsten Produktionen gehören neben dem Kinofilm Die Katze die Krimiserien Schimanski, Der Fahnder, Auf Achse, die Köln- und Münster-Tatorte sowie zahlreiche Fernsehspiele.
Sein erster Roman „Das Gesetz“ erschien 1985, ihm folgten weitere in der „Schwarzen Reihe“  bei Rowohlt sowie Hörspiele und Kurzgeschichten. Das Sachbuch „Profikiller. So schreiben Sie das perfekte Krimidrehbuch“ (mit Werner Kließ) erschien 2003, es folgten „Dokumentarisches Fernsehen“ (Hg.), und 2006 „Fortsetzung folgt. Schreiben für die Serie“.
Feil war von 1997 bis 2011 Leiter der Abteilung III „Kino- und Fernsehfilm“ und zeitweise auch stellvertretender Rektor und Studiendekan der Hochschule für Fernsehen und Film in München. 1998 gründete er gemeinsam mit Dieter Kosslick die Schreibschule Köln e.V. und die Filmschule NRW e.V., aus der die Internationale Filmschule Köln hervorging. Feil war bis 2005 stellvertretender Vorsitzender des Bundesverband Deutscher Fernsehproduzenten e.V.

## Publikationen
- Das Fernsehspiel und seine Wirkung. In: Millionenspiele – Fernsehbetrieb in Deutschland, München 1972
- Die Filmanalyse. Bonn 1973
- Zeitgeschichte im Deutschen Fernsehen. Osnabrück 1974
- Ausbau des Fernsehens in Indien. Bonn 1974
- Integration angewandter Fernsehforschung. München 1974
- Zur Theorie und Anwendung der Wirkungsforschung. München 1975
- Einführung in die Kommunikationswissenschaft. Der Prozeß der politischen Meinungs- und Willensbildung. München 1975
- (Hrsg.) Fernsehforschung. Feedback oder Anpassung, Angewandte Projektforschung. Berlin 1977
- Praktische Fernsehdramaturgie / Geschichte des Fernsehspiels / Entstehung einer Serie. Das Klischee, München 1977
- Die englische Unterhaltungsserie: Ein Lehrbeispiel. Köln 1983
- TV-Serien-Autor in England: Job mit goldenem Griffel. Köln 1983
- Fragen an die empirische Zuschauerforschung. Hamburg 1983
- Die Lust und die Gewalt in: Schwarze Beute. Reinbek 1987
- Keine Reserven, Die Stellung des deutschen Produzenten. In: Jahrbuch Fernsehen 1992/93. Marl 1995
- Das Zusammenspiel zwischen Produktion, Redaktion und Regie. Köln 1997
- Der Deutsche Krimi und sein Erfolg. Köln 1997
- Die Situation der deutschen Autoren. Tutzing 1997
- Die Produktion von TV-Spielfilmen und Serien in: ABC des Fernsehens. Konstanz 1997
- Zipp-Zappenduster oder: Content is King? Frankfurt 1997
- Der Arzt am Abgrund, Eine ganz unwahrscheinliche Geschichte. In: Amoklauf im Audimax. Reinbek 1998
- Facts – Fiction – Mentalitäten – Der deutsche TV-Markt. In: epd Medien Nr. 64 / 1997. Düsseldorf 1998
- Tod-sicher, Der deutsche Krimi und sein Erfolg. In: Quotenfänger Krimi. Köln 1999
- Unser Fernsehen ist großartig. In: Nachtblende Nr. 14. Köln 1999
- Neuer Drang nach erzählenswerten Stoffen. In: grimme, Vom Fernsehspiel zum TV-Movie. Marl 1999
- Tontaubenschießen nach Gutsherrenart. In: Funkkorrespondenz Nr. 9. Köln 1999
- Filmproduktion in Indien – Bollywood, ein Reisebericht. München 1999
- Fremder Stern, Der deutsche Produzent – ein unbekanntes Wesen. In: Funkkorrespondenz Nr. 43/44. Köln 1999
- Film ohne Fernsehen oder Fernsehen und Film. Ständen 2000
- (Hrsg.) Dokumentarisches Fernsehen. Eine aktuelle Bestandsaufnahme. Konstanz 2003
- In der Zerreißprobe, Wie die deutschen Produzenten lernen unterzugehen. München 2003
- Profikiller (mit Werner Kließ). Bergisch Gladbach 2003
- Der Unternehmer im deutschen Fernsehfilm. Ein Phänomen der Verdrängung. In: Funkkorrespondenz, Nr. 27. Köln 2004
- Fortsetzung folgt. Schreiben für die Serie. Konstanz 2006
- Ich hasse produzieren. In: Filmproduzenten-Bekenntnisse. Konstanz 2010

## Filmografie

### Als Autor
- 1971: Offener Haß gegen unbekannt
- 1972–1974: Um Haus und Hof
- 1975: Einführung in die Kommunikationswissenschaft
- 1975: Bürger
- 1975: Ein Haus für uns
- 1976: Der Spezialkommissär
- 1977–1980: Die unsterblichen Methoden des Franz Josef Wanninger
- 1977–1989: Auf Achse
- 1979: Tatort – Die Kugel im Leib
- 1979: Der Familientag
- 1986–1988: Himmelfahrtskommando
- 1987–1988: Cop & Co

### Als Produzent
- 1976: Inspektion Lauenstadt (4 Folgen)
- 1977–1989: Auf Achse (72 Folgen)
- 1987: Die Katze (Kinofilm)
- 1989: Der Fahnder, Gesamtleitung
- 1994–1996: Die Partner (gemeinsam mit Jan Hinter)
- 1994–1996: Schwurgericht (4 Folgen)
- 1994–1996: Jede Menge Leben (375 Folgen), Gesamtleitung
- 1995–2005: Tatort: Köln (36 Folgen), Gesamtleitung
- 1996–2002: Der Fahnder (203 Folgen) Gesamtleitung
- 1996–2005: Schimanski (13 Folgen), Gesamtleitung
- 1997: Schimanski – Die Schwadron (gemeinsam mit Sonja Goslicki)
- 2001: Das Gefängnis – Landsberg und die Entstehung der Republik
- 2002–2005: Tatort: Münster (6 Folgen), Gesamtleitung
- 2003: Welcome Home (gemeinsam mit Frank Döhmann und Veit Heiduschka)
- 2005: Allein gegen die Angst (gemeinsam mit Titus Kreyenberg)
- 2005: Der Weihnachtsbrei
- 2007/2008: Krupp – eine deutsche Familie (gemeinsam mit Oliver Berben)
- 2016: Tatort: Taxi nach Leipzig (gemeinsam mit Dagmar Rosenbauer)

## Auszeichnungen
- Adolf-Grimme-Preis mit Bronze 1989 für Der Fahnder (stellvertretend für das kreative Team, zusammen mit Klaus Wennemann)
- International Emmy Award 2003, für Mein Vater, gemeinsam mit Sonja Goslicki